# Brandan Wright
Brandan Keith Wright (Nashville, Tennessee, 5 de octubre de 1987) es un exjugador de baloncesto estadounidense que disputó diez temporadas en la NBA. Mide 2,08 metros y jugaba en la posición de ala-pívot.

## Carrera

### High School
En su carrera en Brentwood Academy fue nombrado en dos ocasiones All-America y en el segundo equipo del USA Today All-America, disputando además el McDonald's All-American, Jordan Classic y Nike Hoop Summit. También fue elegido jugador sureño del año por Orlando Sentinel, Mr. Basketball de la Tennessee Division II en 2004, 2005 y 2006, MVP de la Tennessee Division II en tres ocasiones, ganador de cuatro campeonatos estatales con Brentwood Academy, siendo la primera vez en la historia de Tennessee en lograr esa marca. A lo largo de su carrera en el instituto consiguió 2662 puntos, más de 1200 rebotes y cerca de 600 tapones. Como sénior, promedió 22,4 puntos, 9,4 rebotes y 5,1 asistencias y realizó cuatro triples-dobles.

### Universidad
En su primera y única temporada en la universidad de North Carolina, promedió 14,7 puntos, 6,2 rebotes, 1 robo y 1,8 tapones con un 64,6 % en tiros de campo en 37 partidos, todos ellos como titular. Anotó en dobles figuras en sus 18 primeros partidos con los Tar Heel, siendo el único jugador con Rashad McCants de la universidad que en los últimos 20 años logra esa hazaña. El 20 de marzo de 2007, fue nombrado Freshman del Año de la Atlantic Coast Conference, consiguiendo 49 de los 99 votos posibles y convirtiéndose en el tercer jugador de North Carolina en conseguirlo. También fue nombrado en el mejor quinteto de freshman de la conferencia y MVP del torneo de la ACC de 2007.

### NBA
Tras anunciar el 23 de abril de 2007 que se declaraba elegible, Wright fue seleccionado por Charlotte Bobcats en la octava posición del Draft de 2007, siendo inmediatamente traspasado a Golden State Warriors por Jason Richardson y los derechos de Jermareo Davidson.
[actualizar]
El 18 de diciembre de 2014, Wright fue traspasado junto con Jae Crowder, Jameer Nelson, una selección de primera ronda para el draft de 2015 y una selección de segunda ronda para el draft de 2016 a los Boston Celtics, a cambio de Rajon Rondo y Dwight Powell.
El 9 de enero de 2015, fue traspasado a los Phoenix Suns a cambio de una futura selección de primera ronda del draft.
El 9 de julio de 2015, firma por tres temporadas y $17,1 millones con Memphis Grizzlies.
Durante su tercera temporada en Memphis, se perdió la mayor parte de diciembre de 2017 por una lesión en la ingle. El 10 de febrero de 2018, fue cortado por los Grizzlies. El 12 de febrero firma con los Houston Rockets, con los que disputa un encuentro antes de ser cortado el 23 de marzo.

## Estadísticas de su carrera en la NBA

### Temporada regular
| Año     | Equipo       | PJ  | PT | MPP  | %TC  | %3P  | %TL  | RPP | APP | ROB | TPP | PPP |
| ------- | ------------ | --- | -- | ---- | ---- | ---- | ---- | --- | --- | --- | --- | --- |
| 2007-08 | Golden State | 38  | 6  | 9.9  | .554 | .000 | .675 | 2.6 | .2  | .2  | .6  | 4.0 |
| 2008-09 | Golden State | 39  | 23 | 17.6 | .528 | .000 | .741 | 4.0 | .5  | .6  | 1.0 | 8.3 |
| 2010-11 | Golden State | 21  | 1  | 9.3  | .603 | .000 | .500 | 2.0 | .2  | .1  | .5  | 4.0 |
| 2010-11 | New Jersey   | 16  | 1  | 11.5 | .407 | .000 | .824 | 3.0 | .4  | .5  | .4  | 3.6 |
| 2011-12 | Dallas       | 49  | 0  | 16.1 | .618 | .000 | .634 | 3.6 | .3  | .4  | 1.3 | 6.9 |
| 2012-13 | Dallas       | 64  | 16 | 18.0 | .597 | .000 | .615 | 4.1 | .6  | .4  | 1.2 | 8.5 |
| 2013-14 | Dallas       | 58  | 0  | 18.6 | .677 | .000 | .726 | 4.2 | .5  | .6  | .9  | 9.1 |
| 2014-15 | Dallas       | 27  | 0  | 18.7 | .748 | .000 | .750 | 4.1 | .4  | .6  | 1.6 | 8.8 |
| 2014-15 | Boston       | 8   | 0  | 10.8 | .571 | .000 | .500 | 2.1 | 1.0 | .1  | .6  | 3.3 |
| 2014-15 | Phoenix      | 40  | 7  | 21.5 | .580 | .000 | .667 | 4.9 | .6  | .8  | 1.2 | 7.3 |
| 2015-16 | Memphis      | 12  | 2  | 17.7 | .673 | .000 | .542 | 3.6 | .5  | .4  | 1.3 | 6.9 |
| 2016-17 | Memphis      | 28  | 5  | 16.0 | .615 | .000 | .657 | 2.8 | .5  | .4  | .7  | 6.8 |
| 2017-18 | Memphis      | 27  | 1  | 13.6 | .576 | .000 | .636 | 3.4 | .5  | .5  | .9  | 5.0 |
| 2017-18 | Houston      | 1   | 0  | 15.0 | .667 | .000 | .000 | 2.0 | .0  | .0  | 1.0 | 4.0 |
| Total   | Total        | 428 | 62 | 16.2 | .607 | .000 | .674 | 3.6 | .5  | .5  | 1.0 | 7.0 |

### Playoffs
| Año   | Equipo  | PJ | PT | MPP  | %TC  | %3P  | %TL  | RPP | APP | ROB | TPP | PPP |
| ----- | ------- | -- | -- | ---- | ---- | ---- | ---- | --- | --- | --- | --- | --- |
| 2012  | Dallas  | 4  | 0  | 6.8  | .400 | .000 | .500 | 1.3 | .0  | .3  | .3  | 1.3 |
| 2014  | Dallas  | 6  | 0  | 15.0 | .833 | .000 | .500 | 2.0 | 1.3 | .3  | 1.0 | 5.5 |
| 2017  | Memphis | 2  | 0  | 6.0  | .400 | .000 | .000 | 1.0 | .0  | .0  | 1.0 | 2.0 |
| Total | Total   | 12 | 0  | 10.8 | .679 | .000 | .500 | 1.6 | .7  | .3  | .8  | 3.5 |